# Македоники Зои
Македоники Зои (на гръцки: Μακεδονική ζωή, Македонски живот) е гръцко периодично списание, издавано в Солун и занимаващо се с културните, политическите и историческите аспекти на темата Македония.
Основано е от Клеовулос Цуркас (1898 – 1972) през 1966 година, а по-късно е управлявано от Николаос Мердзос (р. 1936).